# J리그 디비전 1 2014

J리그 디비전 1 2014는 일본 축구 1부 리그의 49번째 시즌이자 1993년에 설립된 J리그의 22번째 시즌이다. 3월 1일에 시작하였으며 12월 6일에 끝났다.
산프레체 히로시마가 이전 대회 챔피언이다.

## 참가 팀
2013 시즌 하위 세 팀인 쇼난 벨마레와 주빌로 이와타, 오이타 트리니타가 강등되었다. 쇼난 벨마레와 오이타 트리니타는 한 시즌 만에 다시 J2로 돌아가게 되었고 주빌로 이와타는 1993년 J리그 설립 후 20년 만에 처음으로 강등되었다.
강등된 3팀을 대신하여 J리그 디비전 2 2013 우승팀 감바 오사카와 준우승팀 비셀 고베, 플레이오프에서 승리한 4위팀 도쿠시마 보르티스가 새로 디비전 1에 참가하게 되었다. 감바 오사카와 비셀 고베는 강등 후 1시즌 만에 디비전 1로 복귀하였고 도쿠시마 보르티스는 창단 후 처음으로 디비전 1에 참가하게 되었다. 또한 도쿠시마는 시코쿠를 연고지로 하는 최초의 디비전 1 참가 클럽이다.

## 리그 순위
| 순위 | 팀                     | 경기 | 승 | 무 | 패 | 득 | 실 | 차  | 승점 | 참가 자격 및 강등                   |
| ---- | ---------------------- | ---- | -- | -- | -- | -- | -- | --- | ---- | ----------------------------------- |
| 1    | 감바 오사카 (C)        | 34   | 19 | 6  | 9  | 59 | 31 | +28 | 63   | AFC 챔피언스리그 2015 조별 리그1    |
| 2    | 우라와 레드 다이아몬드 | 34   | 18 | 8  | 8  | 52 | 32 | +20 | 62   | AFC 챔피언스리그 2015 조별 리그1    |
| 3    | 가시마 앤틀러스        | 34   | 18 | 6  | 10 | 64 | 39 | +25 | 60   | AFC 챔피언스리그 2015 예선 3라운드1 |
| 4    | 가시와 레이솔          | 34   | 17 | 9  | 8  | 48 | 40 | +8  | 60   |                                     |
| 5    | 사간 도스              | 34   | 19 | 3  | 12 | 41 | 33 | +8  | 60   |                                     |
| 6    | 가와사키 프론탈레      | 34   | 16 | 7  | 11 | 56 | 43 | +13 | 55   |                                     |
| 7    | 요코하마 F. 마리노스   | 34   | 14 | 9  | 11 | 37 | 29 | +8  | 51   |                                     |
| 8    | 산프레체 히로시마      | 34   | 13 | 11 | 10 | 44 | 37 | +7  | 50   |                                     |
| 9    | FC 도쿄                | 34   | 12 | 12 | 10 | 47 | 33 | +14 | 48   |                                     |
| 10   | 나고야 그램퍼스        | 34   | 13 | 9  | 12 | 47 | 48 | -1  | 48   |                                     |
| 11   | 비셀 고베              | 34   | 11 | 12 | 11 | 49 | 50 | -1  | 45   |                                     |
| 12   | 알비렉스 니가타        | 34   | 12 | 8  | 14 | 30 | 36 | -6  | 44   |                                     |
| 13   | 방포레 고후            | 34   | 9  | 14 | 11 | 27 | 31 | -4  | 41   |                                     |
| 14   | 베갈타 센다이          | 34   | 9  | 11 | 14 | 35 | 50 | -15 | 38   |                                     |
| 15   | 시미즈 에스펄스        | 34   | 10 | 6  | 18 | 42 | 60 | -18 | 36   |                                     |
| 16   | 오미야 아르디자 (R)    | 34   | 9  | 8  | 17 | 44 | 60 | -16 | 35   | J리그 디비전 2 2015로 강등          |
| 17   | 세레소 오사카 (R)      | 34   | 7  | 10 | 17 | 36 | 48 | -12 | 31   | J리그 디비전 2 2015로 강등          |
| 18   | 도쿠시마 보르티스 (R)  | 34   | 3  | 5  | 26 | 16 | 74 | -58 | 14   | J리그 디비전 2 2015로 강등          |

* 마지막 업데이트 : 2014년 12월 8일
* 출처 : J리그 디비전 1
* 순위 결정방식 : 
1) 승점; 2) 골 득실차; 3) 득점 수.
1천황배 2014 우승 팀은 AFC 챔피언스리그 조별리그 출전권을 얻는다. 만약 우승 팀이 리그를 통해 출전권을 이미 획득한 팀일 경우, 리그 3위 팀은 챔피언스리그 조별리그로 직행하고 4위 팀이 예선 3라운드 출전권을 얻는다.
* (C) = 우승; (R) = 강등; (P) = 승격; (O) = 플레이오프 승리; (A) = 다음 라운드 진출 
* 시즌이 끝나지 않은 경우만 사용되는 표시: 
(Q) = 대항전 진출 자격이 됨; (TQ) = 대항전 진출 자격이 됐으나 진출할 라운드가 정해지지 않음; (RQ) = 강등 결정전 진출 자격이 됨; (DQ) = 대항전 진출 자격을 잃음.